# Rio Bălăteasa
O Rio Bălăteasa é um rio da Romênia afluente do rio Finiş, localizado no distrito de Bihor.